# Тітовщина
Тіто́вщина (рос. Титовщина) — присілок у складі Кічменгсько-Городецького району Вологодської області, Росія. Входить до складу Єнангського сільського поселення.

## Населення
Населення — 70 осіб (2010; 83 у 2002).
Національний склад (станом на 2002 рік):
- росіяни — 100 %